# Alma Dolens
Teresita Pasini (nacida dei Bonfatti, 1869-1948), más conocida como Alma Dolens, fue una pacifista, suffragette y periodista italiana. Su pseudónimo, "Alma Dolens",  proviene de la combinación de palabras en italiano "alma " (proveniente del latín anima), que significa alma o corazón en sentido figurado; junto al participio latino "dolens", que significa "apenada" o "que provoca dolor". Partiendo de esos significados, su nombre podría traducirse como "alma o corazón apenado", un seudónimo que hace referencia a sus sentimientos sobre el militarismo y la guerra.

## Biografía
Alma Dolens nació en una acaudalada familia en la región italiana de Umbria. Su familia pertenecía al movimiento de unificación italiano, desde donde prestaron apoyo a Giuseppe Garibaldi. Alma Dolens contrajo matrimonio con un abogado de Milán, quién apoyaba su trabajo.

### Activismo
Alma Dolens fue presidenta del Comité por el Sufragio de Mujer y los Derechos de las Trabajadoras de Lombardía y participó en las Conferencias de Paz en 1909 y 1910, consolidando su rol dentro del movimiento de paz italiano, dominado por los hombres. Alma Dolens luchó por incluir a las mujeres en el movimiento pacifista italiano y por una mayor participación de las mujeres en política, partiendo de la firme convicción de que las mujeres ejercían un rol clave para el progreso social. Creía firmemente en la creación de vínculos entre el movimiento de paz italiano y los sindicatos y fundó el Società por la pace femminile (Sociedad de Mujeres por la Paz),  recorriendo diferentes localidades de Italia central para crear comités locales dentro del mismo organismo. Trabajó con la Unión de Trabajadores del Metal para crear la Associazione nazionale pro arbitra e disarmo (Sociedad de Trabajadores para el Arbitraje y el Desarme) en Milán, en la que estuvieron adscritos 700 miembros en la primera década del siglo XX.
El 1911, la guerra Ítalo-turca acabó con el movimiento de paz, creando una ruptura interna entre quienes sintieron que tenían que defender la guerra y quienes se situaron en contra. Alma Dolens formó parte de este segundo grupo, llevando a cabo una campaña antibélica de forma pública y apelando a grupos dentro de Estados Unidos y Suiza para que aportaran financiación con el fin de reformar los grupos pacifistas. 
Dolens siguió trabajando entre 1911 y 1912, pero el movimiento pacifista italiano ya estaba desmoronándose, y durante aquellos dos años, tuvo prohibido hablar en público en Italia. En este contexto, Alma Dolens orientó su dedicación a otros temas, escribiendo sobre las condiciones de vida de los ciudadanos de las clase más bajas en diferentes localidades italianas. En una conferencia de paz en Budapest en 1913, Alma Dolens conoció y entabló amistad con Rosika Schwimmer, otra pacifista y suffragette. También volvió a intervenir en eventos organizados por el partido durante 1913, a veces junto a Margherita Sarfatti.
En 1914, Alma Dolens asistió a reuniones organizadas por la Agencia de Paz Internacional y por La Haya para intentar impedir la guerra en Europa. Tanto ella como Rosalia Gwiss-Adami fueron las pacifistas italianas delegadas en la 31 conferencia celebrada en julio en Bruselas, planteada como último intento para evitar la guerra.
Durante el conflicto, participó en campañas destinadas a ayudar a las familias expulsadas de sus hogares como consecuencia de la guerra en Austria-Hungría. Tras el final de la guerra Italo-turca, viajó por Bélgica dando conferencias. Al comprobar la destrucción y el horror provocados por la guerra reafirmó sus creencias en el pacifismo y en una de sus conferencias declaró: "el enemigo no está en la frontera;  está en todas partes:  es la pobreza, la tuberculosis, el paro. La cura para estas enfermedades es el fin de las armas." Insistió en que los países tendrían que ser obligados por ley a arbitrar durante guerra.
Después de la Segunda Guerra Mundial se trasladó a la casa de amigos socialistas Gilberto Gilioli y Myrthe Ripamonti, a Milán, donde murió en 1948. Hoy en día está enterrada en el Cementerio Monumental de Milán.